# Tirrena-Adriàtica 1979
La Tirrena-Adriàtica 1979 va ser la 14a edició de la Tirrena-Adriàtica. La cursa es va disputar en un pròleg inicial i cinc etapes, entre el 9 i el 14 de març de 1979, amb un recorregut final de 915,5 km. La darrera de les etapes estava dividida en dos sectors, sent el segon la tradicional contrarellotge individual pels carrers de San Benedetto del Tronto.
El vencedor de la cursa fou el noruec Knut Knudsen (Bianchi-Faema), que s'imposà als italians Giuseppe Saronni (Scic-Bottecchia), vencedor de l'edició anterior, i Giovanni Battaglin (Inoxpran).

## Etapes
| Etapa | Data       | Recorregut                            | Km    | Vencedor d'etapa         | Líder de la general            |
| ----- | ---------- | ------------------------------------- | ----- | ------------------------ | ------------------------------ |
| Pr.   | 9 de març  | Santa Severa - Santa Severa (CRI)     | 8,0   | Francesco Moser (ITA)    | Francesco Moser (ITA)          |
| 1a    | 10 de març | Santa Marinella - Fiuggi              | 197,5 | Wladimiro Panizza (ITA)  | Gianbattista Baronchelli (ITA) |
| 2a    | 11 de març | Cassino - Paglieta                    | 200,0 | Vittorio Algeri (ITA)    | Gianbattista Baronchelli (ITA) |
| 3a    | 12 de març | Paglieta - Montegiorgio               | 229,0 | Joseph Fuchs (SUI)       | Giovanni Battaglin (ITA)       |
| 4a    | 13 de març | Grottazzolina - Civitanova Marche     | 182,0 | Giuseppe Saronni (ITA)   | Giovanni Battaglin (ITA)       |
| 5a A  | 14 de març | S.B del Tronto - S.B del Tronto       | 81,0  | Roger de Vlaeminck (BEL) | Giovanni Battaglin (ITA)       |
| 5a B  | 14 de març | S.B del Tronto - S.B del Tronto (CRI) | 18,0  | Knut Knudsen (NOR)       | Knut Knudsen (NOR)             |

## Classificació general
|    | Ciclista                       | Equip                   | Temps       |
| -- | ------------------------------ | ----------------------- | ----------- |
| 1  | Knut Knudsen (NOR)             | Bianchi-Faema           | 24h 40' 33" |
| 2  | Giuseppe Saronni (ITA)         | Scic-Bottecchia         | + 01"       |
| 3  | Giovanni Battaglin (ITA)       | Inoxpran                | + 25"       |
| 4  | Franco Conti (ITA)             | San Giacomo             | + 34"       |
| 5  | Francesco Moser (ITA)          | Sanson-Luxor TV         | + 36"       |
| 6  | Roger de Vlaeminck (BEL)       | Gis Gelati              | + 1' 10"    |
| 7  | Michel Pollentier (BEL)        | Splendor-Euro Soap      | + 1' 25"    |
| 8  | Gianbattista Baronchelli (ITA) | Magniflex-Famcucine     | + 1' 33"    |
| 9  | Fons de Wolf (BEL)             | Boule d'Or-Lano-Colnago | + 1' 48"    |
| 10 | Wladimiro Panizza (ITA)        | Sanson-Luxor TV         | + 1' 50"    |